# فرهاد بشارتی
فرهاد بشارتی (زادهٔ ۲۷ اسفند ۱۳۴۵) بازیگر اهل ایران است.

## زندگی‌نامه
وی بازی در عرصه نمایش را از سال ۱۳۶۹ در تئاتر گیلان آغاز کرد. او دانش‌آموخته کارشناسی ارشد بازیگری و کارگردانی از دانشگاه آزاد اسلامی واحد تهران است و سال ۱۳۷۶ و پس از پایان تحصیلاتش به‌طور جدی تری وارد عرصه تصویر شد. بشارتی سابقه بازی در حدود ۲۳ تئاتر را دارد و ۲۷ مجموعه تلویزیونی با کارگردانان خوب و مجموعه سازان داشته، در ۱۳ تله فیلم بازی کرده‌است و چندین فیلم سینمایی در کارنامه اش دارد.
او یکی از بازیگران فعال در سه عرصه تئاتر، تلویزیون و سینماست که در عرصه‌های اجتماعی، خانوادگی، پلیسی و طنز کار کرده‌است.

## فیلم‌شناسی

### مجموعه تلویزیونی
- دنیای شیرین دریا (۱۳۷۷)
- قطار ابدی (۷۹–۱۳۷۸)
- پلیس جوان (۱۳۸۰ سیروس مقدم)

تلخ و شیرین (۱۳۸۱) 
توپ گرد (۱۳۸۱)
- دریایی‌ها
- رانت‌خوار کوچک (۱۳۸۲)
- لبه تاریکی (مجموعه تلویزیونی) ۱۳۸۳-۱۳۸۴ به کارگردانی سعید سلطانی
- عشق گمشده (مجموعه تلویزیونی) (۱۳۸۳)
- رسم عاشقی(۱۳۸۳)[۲]
- در چشم باد (مسعود جعفری جوزانی)
- جابربن‌حیان (مجموعه تلویزیونی) (۱۳۸۵)
- تله فیلم آشیانه‌ای برای زندگی (حمید طالقانی) (۱۳۸۷)
- دفتر مشق (۱۳۸۷)
- دارا و ندار (۱۳۸۹ مسعود ده نمکی)
- پایتخت ۱(سیروس مقدم ۱۳۹۰)
- تله فیلم روز عزیز (۱۳۹۱)
- باغ سرهنگ (فلورا سام) (۱۳۹۲)
- دولت مخفی (مجموعه تلویزیونی) (۱۳۹۲)
- معمای شاه (۹۵–۱۳۹۴)
- آنام (۱۳۹۶)
- خواب طولانی
- محله گل و بلبل(احمد درویشعلی پور) (۱۳۹۵–۱۳۹۸)
- لحظه‌ها ۲ (رادمهر ذاکر)
- راه و بیراه (۱۳۹۷)
- زندگی شگفت‌انگیز است(مجتبی چراغعلی) (۱۳۹٨)
- کامیون(سیدمسعود اطیابی) (نوروز۱۳۹۹)
- بچه محل (احمد درویشعلی پور) (۱۳۹۹)
- کلبه عمو پورنگ (احمد درویشعلی پور) (۱۳۹۹)
- توهم مثل‌من(رضا علیپور ۱۴۰۱)
- چرخ گردون (جواد مزدآبادی) (۱۴۰۲)

### مجموعه نمایش خانگی
- آفتاب پرست (برزو نیک نژاد) (١۴٠١)

(لالایی ) داریوش فرضیایی     (۱۴۰۳)

### سینمایی
- سیندرلا (۱۳۸۰)
- گرداب (۱۳۸۳)
- مخمصه (۱۳۸۵)
- جعبهٔ موسیقی (فرزاد مؤتمن، ۱۳۸۵)
- شرط اول (۱۳۸۸)
- پیتزا مخلوط (حسین قاسمی جامی، ۱۳۸۹)
- پایان خدمت (۱۳۹۲)
- قهرمانان کوچک (حسین قناعت ۱۳۹۵)
- مینی‌بوس (۱۳۸۹ در عنوان بندی نیامده)
- تله فیلم ملاقات (محمدحجت ذیجودی۱۳۹۰)
- سیسیلی‌ها (۱۳۹۰ در عنوان بندی نیامده)
- هدف اصلی (۱۳۹۱)

### تئاتر
- خاتون